# Dinastia Hardrada
Dinastia Hardrada (em norueguês:  Hardrådeætta) foi uma poderosa "casa" real ou "dinastia" que governou, em vários momentos da história, o Reino da Noruega, Reino de Mann e das Ilhas, Condado das Órcades.
Foi fundada, ainda que inconscientemente, por Haroldo Sigurdsson quando foi feito rei da Noruega. Seus descendentes iriam expandir a influência, a riqueza e o poder da dinastia após a sua morte, na batalha de Stamford Bridge, em 25 de setembro de 1066. É pouco provável que os governantes já referiam sua dinastia como a "Casa de Hardrada", este é um termo criado por historiadores modernos que foi feito para a dinastia. Os escritores de saga mais jovens (e não os próprios reis) afirmaram que Haroldo Hardrada descende do primeiro rei da Noruega, Haroldo Cabelo Belo, mas isso não é aceito como historicamente correto pela maioria dos historiadores modernos.
Substituiu a dinastia de Santo Olavo, e foi novamente substituída pelo ramo Gille, cujo fundador Haroldo Gille alegou ser um descendente da linhagem Hardrada. Às vezes, esta linhagem é considerada uma parte da Casa de Hardrada. A linhagem foi rapidamente restaurada sob Magnús Erlingsson, um descendente cognático da dinastia, mas foi substituída novamente pela Casa de Sverre em 1184.

## Lista de reis e reis rivais
Os governantes dentro da casa real ou dinastia, muitas vezes tinham um "rei rival" se opondo ao "legítimo" em seu direito de governar o reino e domínios (reis rivais observados em negrito). Aqui está uma lista dos governantes quando a casa detinha o poder na Noruega:
- Haroldo, Governante duro Harald Hardråde: 1046–1066
- Magno Haraldsson : 1066–1069
- Olavo, o Pacífico Olav Kyrre: 1066–1093
- Håkon Magnusson : 1093–1094
- Magno Descalço Magnus Berrføtt: 1093–1103
- Olavo Magnusson : 1103–1115
- Øystein Magnusson : 1103–1123
- Sigurdo I, o Cruzado Sigurd Jorsalfare: 1103–1130
- Magno, o Cego Magnus Blinde: 1130–1135
  - Sigurdo Slembe Sigurd Slembe: 1135–1139, rei rival
- Magno Erlingsson : 1161–1184
  - Olavo Ugjæva : 1166–1169, rei rival
  - Sigurdo Magnusson : 1193–1194, rei rival
  - Inge Magnusson : 1196–1202, rei rival
  - Erlingo Steinvegg Erling Steinvegg: 1204–1207, rei rival